# The Crazy Companies
Série
The Crazy Companies 2
(1988)
Pour plus de détails, voir Fiche technique et Distribution.
The Crazy Companies (最佳損友, Jui gaai suen yau) est une comédie hongkongaise écrite et réalisée par Wong Jing et sortie en 1988 à Hong Kong. Sa suite, The Crazy Companies 2, sort 9 mois plus tard.
Elle totalise 21 822 756 HK$ de recettes au box-office.

## Synopsis
Tsui Tung Kwai (Andy Lau) est un jeune hongkongais qui tente d'émigrer aux États-Unis lorsqu'il apprend que son père est décédé et lui a laissé la moitié de sa fortune. De retour à Hong Kong, il découvre qu'il y a cependant une condition dans le testament, il doit travailler dans l'entreprise familiale pendant 6 mois sans avoir de problèmes. À son insu, son demi-frère a embauché les 3 plus mauvais gestionnaires de la société pour tenter de le faire échouer.

## Fiche technique
- Titre original : 最佳損友
- Titre international : The Crazy Companies
- Réalisation : Wong Jing
- Scénario : Wong Jing
- Photographie : Joe Chan
- Montage : Robert Choi
- Musique : Sherman Chow
- Production : Wallace Cheung
- Société de production : Win's Movie Production, Wa Nga Films, Era Film and TV Production et Movie Impact
- Société de distribution : Golden Harvest
- Pays de production :  Hong Kong
- Langue originale : cantonais
- Format : couleur
- Genre : comédie
- Durée : 99 minutes
- Dates de sortie :
  - Hong Kong : 27 mars 1988
  - Taïwan : 2 juillet 1988

## Distribution
- Andy Lau : Tsui Tung Kwai
- Natalis Chan : Tam Sad-Chiu
- Stanley Fung : Frank
- Idy Chan : Joanne
- Chingmy Yau : Kimmy
- Sandra Ng : Doriana
- Joan Tong Lai-kau : Happy
- Charlie Cho (en) : Kim
- Hui Ying-sau : Oncle
- Law Ching-ho : le superviseur des garçons de bureau
- Law Ho-kai : l'ami de Joanne
- Shing Fui-on : Grand frère
- James Wong : le prêtre
- Wong Jing : Caméo
- Yung Sai-kit : Tsui Ting-fu